# Allyson Ponson
Allyson Ponson (4 de dezembro de 1995) é uma nadadora arubenha.

## Carreira

### Rio 2016
Ponson competiu nos 50 m livre feminino nos Jogos Olímpicos de Verão de 2016, sendo eliminada nas eliminatórias.